# Дубровы (Новгородская область)
Дубровы — деревня в Парфинском районе Новгородской области. Входит в состав Федорковского сельского поселения.
Расположена вдоль дороги 49H-1319 в 21 км к северу от посёлка Пола, где проходит линия Октябрьской железной дороги Псков—Дно—Старая Русса—Валдай—Бологое, и в 39 км к югу от деревни Подлитовье (470 км федеральной трассы М10 Россия). Рядом с деревней протекает река Колпинка.

## История
На карте Российской Империи с 1855 года. До 1927 года была в составе, а позднее — центром Дубровской волости Старорусского уезда Новгородской губернии, а затем вошла в Польской район (позднее переименован в Полавский район) Новгородского округа Ленинградской области. С 1944 в Старорусском районе Новгородской области (1962—1965 — Старорусский сельский район). С 1968 года в составе вновь созданного Парфинского района Новгородской области.
Решением Новгородского облисполкома от 15 января 1973 г. № 20 центром Дубровского сельсовета была утверждена д. Дубровы. Решением Новгородского облисполкома от 18 октября 1989 г. № 332 центр Дубровского сельсовета был перенесѐн из д. Дубровы в д. Бабки. С 2005 до 2010 года деревня входила в состав ныне упразднённого Лажинского сельского поселения.
Во время Великой Отечественной войны Дубровы оказались в зоне активных боевых действий, особенно во время Демя́нской операции в начале 1942 года и, как и многие населенные пункты, подверглась значительным разрушениям. Примерно в 3 км на северо-запад от деревни расположено воинское захоронение этого времени.

## Население
| 2010 |
| ---- |
| 26   |